# Stazione di Bari La Fitta
Stazione di Bari La Fitta vasútállomás Olaszországban, Bari településen.

## Vasútvonalak
Az állomást az alábbi vasútvonalak érintik:
- Bari–Casamassima–Putignano-vasútvonal

## Kapcsolódó állomások
A vasútállomáshoz az alábbi állomások vannak a legközelebb:
- Stazione di Bari Ceglie-Carbonara (Stazione di Bari Centrale, Bari–Casamassima–Putignano-vasútvonal)
- Stazione di Valenzano (Stazione di Putignano, Bari–Casamassima–Putignano-vasútvonal)